# Chūichi Nagumo
Chūichi Nagumo (南雲 忠一, Nagumo Chūichi, Yonezawa, 25 de março de 1887 – Saipan, 6 de julho de 1944) foi um almirante da Marinha Imperial do Japão, comandante da esquadra japonesa que lançou o ataque a Pearl Harbor, iniciando a Guerra do Pacífico, durante a Segunda Guerra Mundial.

## Primeiros anos
O Almirante Nagumo graduou-se na Academia Naval Imperial em 1908, em oitavo lugar numa classe de 191 cadetes e serviu a bordo de cruzadores em seus primeiros anos na ativa. Após cursar as escolas de artilharia e treinamento em torpedos, foi promovido a subtenente e passou a servir em destróieres da frota imperial. Em 1917, já como tenente, recebeu o primeiro comando em sua carreira de oficial, o contratorpedeiro Kisaragi.
Na década de 1920, Nagumo formou-se no Colégio de Guerra Naval e especializou-se em táticas de torpedos e destróieres, passando depois a exercer funções no alto-comando da Marinha Imperial; no fim da década, participou de missões militares japonesas de estudos em estratégia naval na Europa e nos Estados Unidos.
Após exercer funções administrativas na Marinha no começo da década de 1930, ele foi promovido a contra-almirante em 1935 e comandante de uma divisão de cruzadores, que atuou no Mar Amarelo em apoio às tropas japonesas, durante a invasão japonesa à China. Promovido a Vice-almirante em 1939, nos meses anteriores à eclosão da Guerra do Pacífico, até abril de 1941, Nagumo exercia o comando do Colégio de Guerra Naval.

## Segunda Guerra Mundial
Mesmo sem ter grande familiaridade com o potencial e o uso da aviação naval, por ser um oficial da velha guarda, treinado em torpedos e combate entre navios de superfície, Nagumo foi – numa nomeação criticada por oficiais japoneses e mais tarde por historiadores – designado, em parte por sua antiguidade na Marinha, comandante-em-chefe da 1ª Frota Aeronaval da Marinha Imperial, que consistia dos principais porta-aviões da força japonesa e grande número de navios de guerra de batalha em apoio.
Nesta época, aos 54 anos, ele parecia bastante envelhecido e cansado, sofrendo constantemente de artrite. Mentalmente, havia se tornado um oficial extremamente cauteloso que gastava todo seu esforço nos pormenores dos planos táticos das operações em que estivesse envolvido.
Entretanto, como comandante da frota de ataque a Pearl Harbor, em 7 de dezembro de 1941, ele conseguiu grande sucesso, rodeado de brilhantes oficiais conselheiros e comandados, como os capitães Minoru Genda e Mitsuo Fuchida , que entraram na história como o planejador tático da operação e como o comandante das esquadrilhas do ataque aéreo. Após o ataque, no começo de 1942, Nagumo também obteve vitórias ao liderar os primeiros êxitos japoneses na conquista do Pacífico e no Oceano Índico, resultando numa atuação  brilhante e mortífera de sua armada aeronaval que, à custa de pouquíssimas perdas de aviões e nenhuma belonave, afundou ou destruiu dezenas de navios, portos, instalações militares costeiras e depósitos de munição, além de centenas de aviões dos Aliados norte-americanos, britânicos e australianos.
Sua sorte começou a mudar porém, com a própria sorte da guerra. Em maio de 1942, ele se encontrava no comando da frota de ataque à ilha Midway, onde estava instalada uma base norte-americana no meio do Oceano Pacífico, que resultou na primeira fragorosa derrota nipônica, com o afundamento de quatro de seus porta-aviões de batalha.

## Dias finais
Após o fracasso em Midway, foi designado para comandar a frota japonesa de apoio aos soldados em Guadalcanal, resultando em outra derrota. Em novembro de 1942 foi transferido para o Japão e assumiu o comando de dois distritos navais. Em fins de 1943 recebeu novamente o comando-em-chefe da 1.ª Frota, então envolvida apenas em treinamentos navais em águas japonesas.
Com a deterioração das condições do Japão na continuidade da guerra, o Almirante Nagumo recebeu novamente um comando de combate. Em março de 1944, foi enviado para as Ilhas Marianas como comandante da nova frota da área do Pacífico central, onde sofreria sua derrota final e que lhe custaria a vida.
Em 15 de julho de 1944, alguns dias após a Batalha do Mar das Filipinas, a qual praticamente aniquilou por completo as forças aeronavais japonesas e abriu o caminho para a invasão terrestre norte-americana das ilhas de Guam, Saipan e Tinian no arquipélago das Marianas, Nagumo e o general Yoshitsugu Saito, comandante das tropas do exército imperial japonês baseadas no arquipélago, tentaram defender as ilhas da invasão norte-americana, porém sem obter sucesso.
Em 6 de julho, durante os últimos estágios da Batalha de Saipan, e em face da derrota total, Chuichi Nagumo cometeu suicídio, não nos moldes tradicionais japoneses do harakiri, mas com um tiro de pistola na cabeça. Seus restos foram encontrados tempos depois pelos marines numa das cavernas da ilha, que usava como centro de comando em seus últimos dias como comandante das forças defensoras de Saipan. Postumamente, foi promovido a almirante-de-esquadra pelo governo imperial japonês.